# Auguste Baillayre
Auguste Baillayre (Vernet, Conflent, 1 de maig del 1879 - Bucarest, Romania, 16 de desembre del 1961) va ser un pintor, professor, col·leccionista d'art i museògraf d'origen nord-català que va fer carrera a Romania.

## Biografia
Passà gran part de la infància i l'adolescència, del 1885 al 1898, a Geòrgia. Posteriorment estudià a l'Acadèmia de Belles Arts d'Amsterdam (1899-1902), a l'Acadèmia Imperial de les Arts de Sant Petersburg (1903-1907) i a la Facultat de Lletres de Grenoble (1913). Posteriorment s'establí a Chișinău, on hi fou contractat per ensenyar a l'Escola d'Art de la ciutat, i acabà esdevenint-hi una figura artística d'anomenada al llarg de més de dues dècades (1918–1943). Amb Alexandru Plămădeală fou cofundador de l'Escola de Belles Arts de la Bessaràbia (1921), i el 1939 va ser el primer director de la nounada Galeria d'Art de la ciutat de Chișinău, embrió del futur Museu Nacional de Belles Arts de Moldàvia; actualment s'hi pot admirar part de la seva obra pictòrica. Baillayre contribuí també a crear una escola escenogràfica des del càrrec que exercí al Teatre Nacional de Chișinău, escenògraf en cap. Absorbida Moldàvia per la Unió Soviètica el 1940 (des del 1918 havia format part del Regne de Romania), Baillayre passà el darrer període de la vida (1943-1961) autoexiliat a Bucarest on, amb la seva filla i també artista Tatiana Baillayre-Ceglokoff, obrí una galeria d'art, la "Sala Dalles".
L'obra de Baillayre fou influïda per personalitats com Picasso, Renoir, Matisse, Chagall, Vladímir Maiakovski, Natàlia Gontxarova, els germans David i Vladímir Burliuk, Mikhaïl Larionov i Aristarkh Lentulov, entre d'altres. En la seva producció es poden configurar tres etapes: la primera (estada a Holanda i Rússia, 1899-1918), una de segona (Bessaràbia, 1918-1943), i la de Bucarest, on morí; i que reflecteixen respectivament les influències constructivistes, impressionistes i post-impressionistes. Entre els seus deixebles tingué els artistes Elizabeth Ivanovschi (Élisabeth Ivanovsky), Moisei Gamburd, Claudia Cobizev, Teodor Kiriakoff, Natalia Bragalia, Vladimir Evers, Natalia Danilcenco, Boris Nesvedov i Iosif Bronștein.
Fou un important col·leccionista d'art, afició que inicià ja a Amsterdam adquirint ceràmiques japoneses o holandeses, i icones russes. Comprà màscares orientals, un centenar de gravats de Rembrandt (cremats durant la guerra) i moltes pintures tant d'autors de la Bessaràbia com d'arreu. En morir, llegà al Museu de Chișinău una importantíssima col·lecció formada per 340 peces d'obra pròpia i d'altres artistes d'anomenada nacional i internacional; el seu fons documental va ser pels Arxius Nacionals i la biblioteca personal anà a l'Acadèmia de Ciències de Moldàvia. El museu de Chișinău l'hi dedicà recentment (novembre 2014-febrer 2015) una exposició i el catàleg explicatiu.
La República Moldava l'homenatjà amb una placa commemorativa, que el 2014 s'afixà a la façana del Museu Nacional d'Art. L'organisme moldau de Correus havia emès anteriorment, l'1 de maig del 2009, un sobre pre-franquejat per celebrar el 130 aniversari del naixement del pintor; el sobre mostrava l'efígie del pintor en el segell, i en reprodueix dues de les obres: "Natura morta amb peix" (del 1927) i "Autoretrat amb màscares" (1945) .